# Theodoxus danubialis
Theodoxus danubialis — пресноводный брюхоногий моллюск отряда Neritoida семейства нерит.

## Внешний вид
Улитка имеет размеры от 9 до 13 мм. Окрас раковины светлый с тёмными зигзагами, ширина которых различна. Иногда встречаются особи с почти чёрными раковинами. Оперкулюм (крышечка, закрывающая устье раковины) ярко-жёлтого цвета, по краям коричневый и более твёрдый. Тело светлое. Рот круглый или слегка эллиптической. Усики длинные и заостренные.

## Образ жизни
Представители вида обитают в пресных чистых реках с водой, богатой кислородом. Улитка живёт на скальном грунте и поэтому зависит от проточной воды.

## Питание
Питается главным образом диатомовыми водорослями.

## Размножение
Theodoxus danubialis являются однополыми моллюсками. Количество яиц в кладке варьируется от 30 до 70 штук. Инкубационный период составляет от четырёх до восьми недель.

## Распространение
Вид распространён на территориях Средиземноморья и Причерноморья. Малый остаток популяций этого вида живёт в низовьях Дуная.

## Влияние на культуру
Издревле на Дунае раковины моллюска использовались в качестве украшений и погребального инвентаря.